# Peder Munk
Peder Munk (1534-1623) til Estvadgård var dansk marineofficer og rigsmarsk.
Han blev født på Lønborggård, hvor hans far, Ludvig Munk til Palsgård (død 1537), sad som lensmand under Ribe bispestol. Moderen, Kirstine Lykke, blev senere gift med Christoffer Johansen Urne til Rygård.
Peder Munk blev blev uddannet hos hertug Philip af Pommern-Wolgast, hvor han var i 10 år. I 1559 blev han hofjunker under Frederik 2. og fulgte med denne ved erobringen af Ditmarsken samme år.
Siden overgik han til flåden, hvor han gjorde karriere under Den Nordiske Syvårskrig 1563-70. I 1564 var han Herluf Trolles løjtnant på skibet Fortuna i kampe på Østersøen. Det følgende år kommanderede han Achilles i en træfning, hvor Herluf Trolle omkom. Da Erik Rud samme år blev admiral, udnævntes Munk til hans løjtnant. Han overlevede i 1566 en storm ved Gulland, der ødelagde en stor del af den danske flåde, og han efterfulgte flådens øverskommanderende admiral Evert Bild ved dennes død i 1567.
I 1569 bemægtigede han sig i Reval i Estland omkring 150 koffardiskibe, hvoraf de bedste førtes til København, mens resten blev brændt. Da han vendte hjem med byttet og med nogle erobrede danzigske og polske kaperskibe, ønskede Anders Sørensen Vedel ham til lykke med hexametre på latin.
I 1589 førte han den eskadre, der skulle bringe kongedatteren Anna til Skotland, men som på grund af storm ikke nåede længere end til Norge, hvor prinsessen tog ophold for vinteren, mens Munk vendte tilbage til København. Det følgende år kunne han imidlertid føre det skotske kongepar til Edinburgh, hvor han deltog i dronningens kroning. I 1591 ledsagede han den unge Christian 4. til Norge.
I 1571 var han blevet medlem af rigsrådet, og i 1588 blev han medlem af et firemandsudvalg, som rigsrådet nedsatte til at styre landet som formyndere for den endnu ikke myndige Christian 4.
Mellem Munk og Christoffer Valkendorf, der også var medlem af formynderregeringen, var der strid, fordi Valkendorf af Frederik 2. havde fået tilsyn med Holmen og orlogsskibene, hvad Munk så som et indgreb i sit admiralsembede. I Kolding i 1590 anklagede Munk Valkendorf for skibenes dårlige tilstand ved det mislykkede forsøg på at bringe prinsesse Anna til Skotland. Men Valkendorf kunne tilbagevise dette, og nogle kvinder blev i stedet brændt som hekse. I 1593 trak Munk sig ud af rigsrådet.
Da Christian 4. i 1596 selv overtog styret, blev Munk udnævnt til rigsmarsk og Valkendorf rigshofmester. Munk havde dette embede til 1608.
Han var forlenet med Odensegård 1565-66, med Åstrup i Vendsyssel 1566-74 og med Lundegård paa Mors 1567-74, med Stege 1568-96, med Elmelunde 1574-96, med Hundslund Kloster 1574-81, med Hals Birk 1592-97, med Asmild Kloster 1596-97 og med Vestervig Kloster 1596-1608.
Foruden Estvadgård ved Skive ejede han Sæbygaard ved Sæby, Sødringholm og Demstrup (begge ved Mariager) samt det meste af Vrejlev Kloster. I København, Randers og Kolding havde han gårde. I 1602 købte han Hersomgård af sin svigerinde Anne Lykke, men skødet blev dømt ugyldigt, og man kan idet hele taget af forskellige domme se, at hans pengetransaktioner ikke altid levede op til lovens krav.
Han blev i 1566 gift med Karen Skeel, datter af Albert Skeel til Fussingø; hun døde 1601 efter et barnløst ægteskab. I 1604 blev den 70-årige enkemand gift med Sophie Brahe, datter af Peder Brahe til Krogholm. Hun fødte 1608 ham en datter, Kirsten, der døde året efter sin far. I 1623 døde Munk på Sødringholm, 89 år gammel. Enken giftede sig senere med Malte Sehested til Ryhave og døde i 1638.
I Borre Kirke på Møn findes stole fra 1568 med udskåret heraldik for Peder Munk og Karen Skeel.